# 西浦達雄
西浦 達雄（にしうら たつお、1954年9月22日 - ）は、日本のシンガーソングライター、大阪音楽大学短期大学部非常勤講師。

## 略歴
大阪市東住吉区で4人兄弟の末っ子として生まれる。父はオペラ歌手。
浪速高等学校在学時にフォークソンググループを結成し、ヤマハポピュラーソングコンテスト（ポプコン）関西の決勝まで進む。高校卒業後は、ジャズ・ピアニストになることを目標に、森関矢に師事していた。
阪神・淡路大震災（1995年）の発生直後には、「歌のボランティア」として避難所を巡回した。「瞬間」「3/4の未来」などのオリジナル曲に加え、「上を向いて歩こう」なども歌った。その際には、「歌はこんな時のためにあるんだね」と込み上げてくる実感の言葉を残した。
ソングライターおよび歌手としてオリジナル曲のほかに、放送番組のテーマやCMソング等も数多く制作する。近年は、自動体外式除細動器（AED）の普及活動や、高校野球に関する講演活動にも力を注いでいる。

### 夏の高校野球中継への楽曲提供
ピアニストやボーイとして働いていた大阪・北新地のクラブで朝日放送のテレビプロデューサーに見い出されたことをきっかけに、1987年から28年間にわたって、ABCテレビの制作による全国高校野球選手権大会中継のエンディングテーマ用に楽曲を提供。自身の楽曲がエンディングテーマとして定着すると、大会期間中に阪神甲子園球場の前で随時フリーライブを開いている。
エンディングテーマに採用された楽曲は、全部で12曲（全国高校野球選手権大会中継#各年のテレビ中継ソングに詳述）。第90回大会（2008年）以降は、決勝戦中継のエンディングに限って、西浦の歌唱による「君よ八月に熱くなれ」（本来は中継のオープニングテーマ曲）が流れるようになった。

### 夏の高校野球中継エンディングテーマ曲一覧
| 大会年度         | 優勝校               | 楽曲                             |
| ---------------- | -------------------- | -------------------------------- |
| 第69回（1987年） | PL学園（大阪）       | 手の中の青春                     |
| 第70回（1988年） | 広島商（広島）       | 手の中の青春                     |
| 第71回（1989年） | 帝京（東京）         | 手の中の青春                     |
| 第72回（1990年） | 天理（奈良）         | 瞬間（とき）                     |
| 第73回（1991年） | 大阪桐蔭（大阪）     | 瞬間（とき）                     |
| 第74回（1992年） | 西日本短大付（福岡） | 瞬間（とき）                     |
| 第75回（1993年） | 育英（兵庫）         | 瞬間（とき）                     |
| 第76回（1994年） | 佐賀商（佐賀）       | 瞬間（とき）                     |
| 第77回（1995年） | 帝京（東京）         | 風の色                           |
| 第78回（1996年） | 松山商（愛媛）       | 風の色                           |
| 第79回（1997年） | 智弁和歌山（和歌山） | 風の色                           |
| 第80回（1998年） | 横浜（神奈川）       | 迷わずに                         |
| 第81回（1999年） | 桐生第一（群馬）     | 迷わずに                         |
| 第82回（2000年） | 智弁和歌山（和歌山） | オレたちの純情                   |
| 第83回（2001年） | 日大三（東京）       | そうだろう・・・                 |
| 第84回（2002年） | 明徳義塾（高知）     | そうだろう・・・                 |
| 第85回（2003年） | 常総学院（茨城）     | そうだろう・・・                 |
| 第86回（2004年） | 駒大苫小牧（北海道） | 願いの向こうに・・・             |
| 第87回（2005年） | 駒大苫小牧（北海道） | 願いの向こうに・・・             |
| 第88回（2006年） | 早稲田実（東京）     | 願いの向こうに・・・             |
| 第89回（2007年） | 佐賀北（佐賀）       | やさしさにかわるまで・・・       |
| 第90回（2008年） | 大阪桐蔭（大阪）     | やさしさにかわるまで・・・       |
| 第91回（2009年） | 中京大中京（愛知）   | はじまりの瞬間・・・             |
| 第92回（2010年） | 興南（沖縄）         | はじまりの瞬間・・・             |
| 第93回（2011年） | 日大三（東京）       | 瞬間（とき）                     |
| 第94回（2012年） | 大阪桐蔭（大阪）     | 大空のしずく                     |
| 第95回（2013年） | 前橋育英（群馬）     | その瞬間（とき）・・・思いを胸に |
| 第96回（2014年） | 大阪桐蔭（大阪）     | その瞬間（とき）・・・思いを胸に |

2014年7月18日に、同年の第96回大会限りでエンディングテーマ用の楽曲提供を終了することを自身の公式サイトで発表した。

## 楽曲

### アルバム
1. 迷わずに（東芝EMI、TOCT-24175、1999年7月7日）
2. 願いの向こうに…（阪神コンテンツリンク、DDCZ-1067、2004年8月4日）
3. Voice of Mind Extra Version（阪神コンテンツリンク、DDCZ-1068、2004年8月4日）
4. やさしさにかわるまで…（阪神コンテンツリンク、DDCZ-1458、2007年7月25日）
5. はじまりの瞬間…（バウンディ、DQC-507、2010年7月28日）
6. 君が明日になる 君が夢になる 高校野球が僕に教えてくれたこと -28年の軌跡- （バウンディ、DQC-1391、2014年11月5日）

### コンピレーション・アルバム
1. 一番熱かった夏 〜熱闘甲子園の歌〜（Epic Records、ESCL-2321、2002年7月24日）
2. Sounds of 甲子園球場（阪神コンテンツリンク、DDCZ-1120、2005年4月6日）
3. Sounds of 甲子園球場（夏の高校野球編）（阪神コンテンツリンク、DDCZ-1334、2006年8月2日）
4. Catch the Dream 日本女子プロ野球リーグ オフィシャルソング（JWBLオフィシャルCD、2013年9月10日）

### シングル
- 瞬間（ニュートーラス、TADX-7332、1991年6月21日、廃盤）
  - 全国高校野球選手権大会中継のエンディングで起用され、話題を呼ぶ。
  - この曲がオリコンチャートシングルランキングに初登場した週は、BEST100の中で唯一の初登場曲であった。
- 風の色（東芝EMI、TODT-5009、1997年8月8日、廃盤）
- 手の中の青春〜ミレニアム・ヴァージョン〜（Epic Records、ESCB-2163、2000年8月2日）

### テレビCM曲
- 心斎橋アセンス
- ホテルニューアワジ
- ネスカフェ・プレジデント（ネスレ日本）
- フリスキー・モンプチ
- 小川珈琲
- 毛髪クリニックリーブ21
- 日本漢字能力検定
- つるやゴルフ
- 新日本海フェリー
- 小糸製作所

### テレビ番組テーマ曲
- 全国高校野球選手権大会中継
- 熱闘甲子園
- 甲子園への道
- 部長刑事シリーズ「新·部長刑事 アーバンポリス24」、「部長刑事 警部補マリコ」
- おはようコールABC

### 楽曲提供作品
- 『スウィートロマン』（1988年、村上隆行）
- 『風よ』（1989年、中村雅俊）
- 『シーサイドレディー』、『ラストソング』、『Like the sea』（1991年、二木あつ子）
- 『夏の記憶』（1994年、藤田朋子）
- 『あなたならできる』、『ありふれた午後』（1994年、及川ひろみ）
- 『ふりむいて』、『The song of my life』（1995年、石屋智子）
- 『「じゃない。」』（1996年、小林恵）
- 『遥かなる道』（2000年、田中誠太）
- 『わかったわ』（2011年、寺田一義）

### その他
- 阪神甲子園球場場内BGM『あの星こそ明日輝く』『炎の5回裏』
- 関西六大学野球連盟 連盟歌『六魂球心 〜響けよ! この声…〜』
- 第100回全国高校野球選手権大会 イメージソング『絶対、ぼくは忘れない』
- 大阪府立大型児童館ビッグバン テーマ曲『私達の夢』（作詞・作曲・編曲）
- 吹田市ファミリーミュージカル "ラヴバード ころころ小餅" 音楽
- 阪神電気鉄道電車接近メロディおよび発車メロディ（1990年から2009年まで使用）
- 奈良県吹奏楽連盟結成60周年記念曲『心の扉』
- 池田市 ふるさと賛歌『ここは故郷』
- 英真学園高等学校生徒応援歌
- 浪速高等学校・中学校校歌『我ら浪速』
- 川上村立川上小学校校歌
- 吹田市立千里丘北小学校校歌『We are all good friends』
- 千林商店街 テーマソング『伝えたいこと…、あなたへ』
- TOOL COMPANY STRAIGHT イメージソング『その、ありがとうが聞きたくて』
- アイ工務店 イメージソング『未来がここに…』
- ビースリー ブランドイメージソング『Wind of Smile』
- MBSラジオ ジングル

## レギュラー番組
- 西浦達雄のエールを君に!（ABCラジオが2012年度のナイターオフ期間に放送）-　自身初のレギュラー番組および冠番組。高校野球中継の実況で知られる清水次郎（朝日放送アナウンサー）とともにラジオパーソナリティを担当。

## 著書
- 小説『スニーカーエイジ』廣済堂出版、2011年

## 関連人物
- 岩崎夏海 - 『スニーカーエイジ』執筆の際にアドバイスを送るなど、親交が深い。